# Marco Bonacci
Marco Bonacci (Merano, 1989) è un giocatore di football americano italiano che gioca nel ruolo di wide receiver per i Mastini Verona.